# Helle Thorning-Schmidt
Helle Thorning-Schmidt (ur. 14 grudnia 1966 w Rødovre) – duńska polityk, od 3 października 2011 do 28 czerwca 2015 premier Danii. Była posłanka do Parlamentu Europejskiego, od 2005 do 2015 przewodnicząca Socialdemokraterne, deputowana do Folketingetu.

## Życiorys

### Wykształcenie i działalność do 2011
Kształciła się w Kolegium Europejskim, gdzie w 1993 uzyskała magisterium z europeistyki. Ukończyła w 1994 studia magisterskie w zakresie nauk politycznych na Uniwersytecie Kopenhaskim. Była pracownikiem klubu parlamentarnego socjaldemokratów, następnie została zatrudniona jako konsultantka.
W latach 1999–2004 sprawowała mandat deputowanej do Parlamentu Europejskiego V kadencji. Była członkinią frakcji socjalistycznej oraz Komisji Zatrudnienia i Spraw Socjalnych.
W wyborach z 2005 i z 2007 z listy socjaldemokratów była wybierana w skład duńskiego parlamentu (Folketingetu). 12 kwietnia 2005 stanęła na czele tego ugrupowania.

### Premier
W wyborach w 2011 po raz kolejny uzyskała mandat deputowanej. Socjaldemokraci zajęli w nich drugie miejsce za rządzącymi liberałami, jednak wraz z potencjalnymi koalicjantami uzyskali łącznie nieznaczną większość w parlamencie. Helle Thorning-Schmidt stała się tym samym kandydatem do otrzymania misji utworzenia nowego rządu. Ostatecznie 3 października 2011 królowa Małgorzata II mianowała ją na urząd premiera Danii. W skład utworzonego przez nią gabinetu weszło także 10 ministrów z Socialdemokraterne (S), 6 ministrów z socjalliberalnej Radykalnej Lewicy (RV) i 6 z Socjalistycznej Partii Ludowej (SF). Socjaliści opuścili rząd w 2014. 3 lutego 2014 Helle Thorning-Schmidt utworzyła drugi gabinet pod swoim kierownictwem. Również w 2014 publicznie opowiedziała się za przyjęciem przez Danię wspólnej waluty europejskiej euro, do czego nie doszło w trakcie jej urzędowania.
W 2015 ponownie została wybrana do Folketingetu, a kierowana przez nią partia zajęła w tym głosowaniu pierwsze miejsce, zwiększając swoją reprezentację parlamentarną. Ugrupowania lewicowe utraciły jednak w tych wyborach większość parlamentarną. Bezpośrednio po ogłoszeniu wyników zrezygnowała z przywództwa w swoim ugrupowaniu. 28 czerwca 2015 zakończyła urzędowanie na stanowisku premiera, kiedy to zaprzysiężony został mniejszościowy rząd Larsa Løkke Rasmussena.

### Działalność od 2015
Helle Thorning-Schmidt pozostała posłanką, jednak w 2016 zrezygnowała z mandatu. Objęła stanowisko dyrektora generalnego organizacji pozarządowej Save the Children.

## Życie prywatne
Helle Thorning-Schmidt w 1996 poślubiła Stephena Kinnocka; ma dwie córki.